# Эмбало, Талата
Талата Эмбало (порт. Talata Embalo; род. 28 ноября 1963, Габу, колонии Португалии) — бисау-гвинейский борец вольного стиля. Участник летних Олимпийских игр 1996 и 2000 годов. Чемпион Африки 2000 года, серебряный призёр чемпионата Африки 1996 года.

## Биография
Талата Эмбало родился 28 ноября 1963 года в городе Габу в Португальской Гвинее (сейчас в Гвинее-Бисау).
В 1994 году занял 7-е место в весовой категории до 57 кг на чемпионате Африки в Каире.
В 1995 году занял 4-е место в весовой категории до 57 кг на Всеафриканских играх в Хараре.
В 1996 году завоевал серебряную медаль в весе до 57 кг на чемпионате Африки в Эль-Мензе.
В том же году вошёл в состав сборной Гвинеи-Бисау на летних Олимпийских играх в Атланте. В весовой категории до 57 кг в первом раунде за 54 секунды проиграл за явным преимуществом Кендаллу Кроссу из США. Был первым в истории знаменосцем сборной Гвинеи-Бисау на церемонии открытия Олимпиады.
В 2000 году завоевал золотую медаль в весе до 58 кг на чемпионате Африки в Тунисе.
В том же году вошёл в состав сборной Гвинеи-Бисау на летних Олимпийских играх в Сиднее. В весовой категории до 58 кг в группе 1/8 финала за 1 минуту 7 секунд проиграл за явным преимуществом Алирезе Дабиру из Ирана. Был знаменосцем сборной Гвинеи-Бисау на церемонии открытия Олимпиады.